# Gouvernement Litouwen
Het gouvernement Litouwen (Russisch: Литовская губерния, Litovskaja goebernija) was een gouvernement (goebernija) binnen het keizerrijk Rusland. Het gouvernement bestond van 1796 tot 1802. Het ontstond uit het gouvernement Slonim en het gouvernement Vilnius. Het gouvernement ging op in het gouvernement Litouwen-Grodno en het gouvernement Litouwen-Vilnius. Het had 19 oejazden. De hoofdstad was Vilnius.

## Geschiedenis
Na de Derde Poolse Deling van het Pools-Litouwse gemenebest werd het Litouwse gebied opgedeeld in het gouvernement Vilnius en het gouvernement Slonim door een edict van tsarina Catharina II van Rusland. Op 12 december 1796 werden door een oekaze van tsaar Paul I van Rusland deze twee gouvernementen verenigd in het gouvernement Litouwen. Na de moord van tsaar Paul I werd het gouvernement verdeeld in de gouvernementen Litouwen-Vilnius en Litouwen-Grodno door tsaar Alexander I van Rusland.